# 卡赛涅
卡赛涅（法語：Cassaigne，法語發音：[kasɛɲ]）是法国热尔省的一个市镇，属于孔东区。

## 地理
卡赛涅（43°54'29"N, 0°20'9"E）面积8.58 平方千米，位于法国奧克西塔尼大區热尔省，该省份为法国西南部内陆省份，北起顺时针与洛特-加龙省、塔恩-加龙省、上加龙省、上比利牛斯省、大西洋比利牛斯省和朗德省接壤。
与卡赛涅接壤的市镇（或旧市镇、城区）包括：孔東、拉勒桑格勒、穆尚、巴伊斯河畔瓦朗斯。

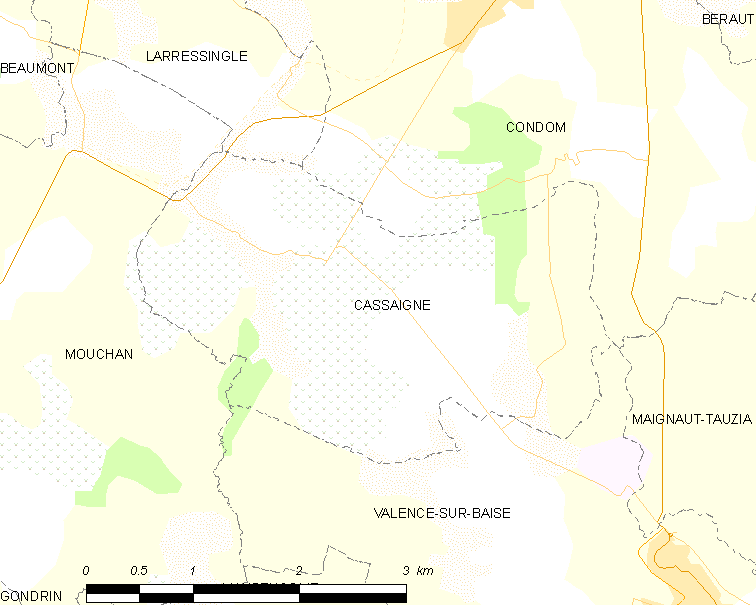
卡赛涅的OSM定位图

卡赛涅的时区为UTC+01:00、UTC+02:00（夏令时）。

## 行政
卡赛涅的邮政编码为32100，INSEE市镇编码为32075。

## 政治
卡赛涅所属的省级选区为阿马尼亚克-泰纳雷兹县。

## 人口

1962-2008年间卡赛涅人口变化图示

卡赛涅于2022年1月1日时的人口数量为227人。